# Vox Media
Vox Media (tên gọi ban đầu: SportsBlogs Inc.) là một công ty truyền thông kỹ thuật số đa quốc gia được thành lập vào ngày 14 tháng 7 năm 2005. Các thành viên sáng lập công ty gồm Jerome Armstrong, Tyler Bleszinski, và Markos Moulitsas. Trụ sở của Vox nằm tại thủ đô Washington và thành phố New York. Công ty hiện đang điều hành 8 thương hiệu là SB Nation, The Verge, Polygon, Curbed, Eater, Racked, Vox, và Recode.
Vox sở hữu và điều hành các chi nhánh ở Los Angeles, Chicago, Austin, và San Francisco. Mạng này hiện đã có hơn 300 trang với hơn 400 biên tập viên.